# Mili San Marco

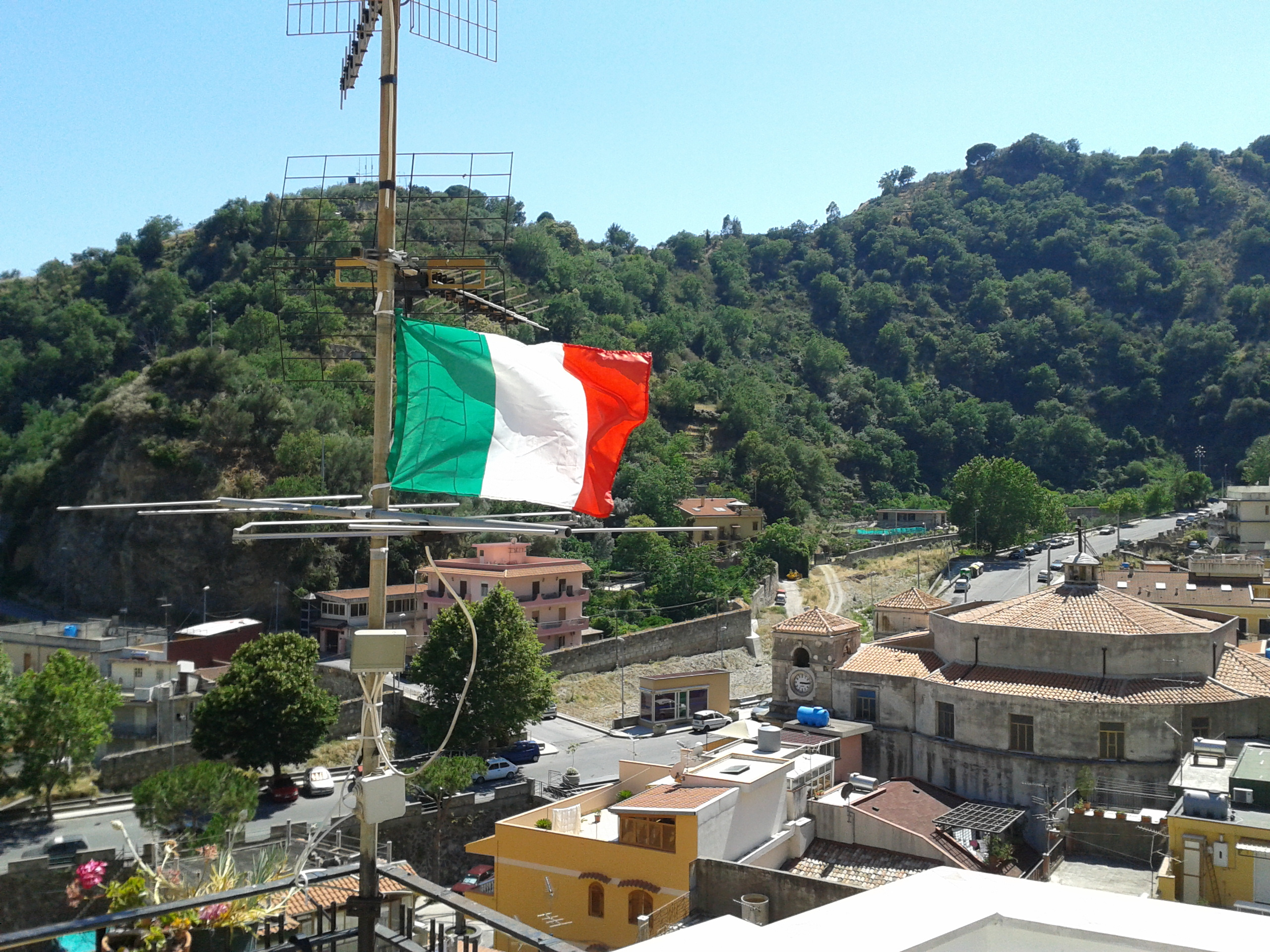
Panoramica del Paese dalla contrada Gesù e Maria

Mili San Marco (o Mili Inferiore) è una frazione della I Circoscrizione del comune di Messina, posta nella valle attraversata dal torrente Mili, 12 km a sud del centro cittadino.
A monte di esso è situato il villaggio di Mili San Pietro, mentre verso valle confina con il centro costiero di Mili Marina.
Il paese è attraversato dal torrente Mili.

## Origini del nome
L'esame di alcuni codici greci provenienti dall'abbazia basiliana di Santa Maria (alcuni dei quali sono custoditi presso la Biblioteca vaticana in Roma) riportano la forma greca del toponimo (μηλον), che è fondamentale per risalire al significato: μηλον (mèlon, in greco tardo e bizantino mìlon, con iotacismo), che significa "ovino", da cui "luogo di pascoli" (si veda il toponimo del confinante villaggio di Galati, da γάλα gàla, "latte"). "San Marco" si riferisce al santo protettore del villaggio.

## Storia
Le origini del villaggio si fanno risalire al Basso Medioevo, come secondo nucleo agricolo sui terreni dei monaci dell'abbazia basiliana di Santa Maria di Mili, nel vicino Mili San Pietro. 
 Nel 1678, dopo la rivolta antispagnola, i territori di Mili, assieme a molti altri casali, vennero confiscati e venduti.
 Nel 1727, con la cacciata degli Spagnoli, le terre tornarono al demanio che li diede in gabella.
 Nel 1810 gli Inglesi presidiarono il territorio in previsione di uno sbarco delle truppe francesi al comando di Gioacchino Murat, approntando difese e tracciando strade nelle campagne per la mobilitò delle truppe e delle artiglierie.
Nel 1980 durante la Festa del Santo patrono San Marco viene ospitata come guest star l'artista Mirna Doris, in una serata che entra di diritto nella storia del paese.

## Monumenti e luoghi d'interesse
- Parrocchia di San Marco Evangelista. La chiesa, costruita tra il 1859 ed il 1864, di stile neoclassico è stata progettata dall'architetto Giuseppe Mallandrino che si ispirò alla chiesa del Pantheon (Roma). Nella zona vicina esisteva la vecchia chiesa distrutta da un'alluvione nel 1855. La facciata è caratterizzata da un imponente pronao delimitato anteriormente da quattro colonne con capitelli che sorreggono frontone e timpano. Ai lati si ergono le due torri campanarie quadrangolari. Al suo interno si possono ammirare altari marmorei, quello più importante si trova a destra è raffigura la statua di San Marco evangelista.
- Nella parte superiore del villaggio sorgeva un'antica chiesetta di "Gesù e Maria" della quale restano visibili qualche altare e qualche stipite.[1]

## Economia
Il suo territorio è coltivato ad agrumeti ed oliveti. L'allevamento del bestiame bovino ed ovino è praticato da aziende a conduzione familiare.

## Infrastrutture e trasporti
La Strada Provinciale nº 38, costruita nel 1947 partendo dal bivio Mili, attraversa il villaggio per poi continuare verso Mili San Pietro.
La viabilità minore è rappresentata da vicoli e scalinate.
Il villaggio è servito nei giorni feriali dalla linea ATM 5 (Mili San Pietro-Tremestieri), mentre nei giorni festivi i bus della linea 4-5 lo collegano con Santo Stefano di Briga e con la stazione di Messina centrale.

## Sport
Tradizionalmente, durante i mesi estivi, nel greto del torrente asciutto viene costruito un campo a 5 in terra battuta. Questa tradizione si tramanda di anno in anno da circa 80 anni. Dall'anno 2016 è l'unico paese della città di Messina dove si continua questa tradizione.